# Jackie Rea
Jackie Rea (ur. 6 kwietnia 1921 w Dungannon, zm. 21 października 2013 w Cheadle Hulme) – irlandzki snookerzysta, reprezentant Irlandii Północnej.
Nauczył się grać w snookera w pubie ojca; w 1947 zdobył mistrzostwo Irlandii amatorów i przeszedł na status profesjonalny. W latach 1948–1971 był mistrzem zawodowców Irlandii Północnej, nie zdobył tytułu jedynie w 1951.
W 1949 po raz pierwszy wziął udział w mistrzostwach świata, odpadł jednak już w rundzie eliminacyjnej. W 1952, kiedy tzw. Playmatch Championship zastąpiło dotychczasowy system turniejowy, dotarł do półfinału rozgrywek; powtórzył ten rezultat w 1955 (przegrał z Fredem Davisem) i 1956 (przegrał z Johnem Pulmanem). W 1957 dotarł aż do finału, nie sprostał jednak ponownie Pulmanowi.
1969 i 1970 odpadał w ćwierćfinałach wznowionego turnieju o mistrzostwo świata, w późniejszych latach nie udawało mu się już przejść rundy. Występował do końca lat 80.
1953 był w finale, a w 1955 wygrał turniej News of the World; w finale pokonał wielokrotnego mistrza Joe Davisa.
Wyznawał zasadę, że gra musi sprawiać przede wszystkim przyjemność. Był mistrzem pokazówek, na jego sposobie kontaktu z publicznością wzorował się m.in. rodak, Dennis Taylor.